# مقاطعة بريستول (رود آيلاند)
مقاطعة بريستول هي مقاطعة في جزيرة رود، تتبع رود آيلاند، بلغ عدد سكانها 49٬875  نسمة، في 2010، عاصمتها بريستول، تبلغ مساحتها 116 كيلومتر مربع.

## الموقع
تشترك في الحدود مع:
- مقاطعة بروفيدانس (رود آيلاند)
- مقاطعة نيوبورت (رود آيلاند)
- مقاطعة بريستول.

## التقسيمات الإدارية
- بارينغتون
- بريستول
- وارين.